# World Cup i bandy 2006
World Cup i bandy 2006 spelades i Ljusdal 26-29 oktober 2006, och vanns av den ryska klubben Dynamo Moskva, efter seger mot ryska HK Zorkij med 7-6 på straffslag i finalmatchen. Två gruppspelsmatcher var dock förlagda till bandyhallen Edsbyn Arena.

## Gruppspel

### Grupp A
| Nr | Lag         | S | V | O | F | +/-    | P |
| -- | ----------- | - | - | - | - | ------ | - |
| 1  | Hammarby IF | 3 | 2 | 0 | 1 | 7 - 6  | 4 |
| 2  | HK Zorkij   | 3 | 1 | 1 | 1 | 9 - 5  | 3 |
| 3  | HC Kuzbass  | 3 | 1 | 1 | 1 | 9 - 7  | 3 |
| 4  | Västerås SK | 3 | 1 | 0 | 2 | 3 - 10 | 2 |

- 26 oktober 2006: HK Zorkij-HC Kuzbass 4-0
- 26 oktober 2006: Hammarby IF-Västerås SK 4-0
- 27 oktober 2006: Hammarby IF-HK Zorkij 1-5
- 27 oktober 2006: Västerås SK-HC Kuzbass 0-5
- 27 oktober 2006: HK Zorkij-Västerås SK 1-3
- 28 oktober 2006: HC Kuzbass-Hammarby IF 1-2

### Grupp B
| Nr | Lag            | S | V | O | F | +/-    | P |
| -- | -------------- | - | - | - | - | ------ | - |
| 1  | Dynamo Moskva  | 3 | 3 | 0 | 0 | 26 - 1 | 6 |
| 2  | Sandvikens AIK | 3 | 2 | 0 | 1 | 18 - 7 | 4 |
| 3  | Tornio PV      | 3 | 1 | 0 | 2 | 7 - 26 | 2 |
| 4  | IFK Vänersborg | 3 | 0 | 0 | 3 | 2 - 19 | 0 |

- 26 oktober 2006: Sandvikens AIK-IFK Vänersborg 6-1
- 26 oktober 2006: Dynamo Moskva-Tornio PV 14-0 (spelad i Edsbyn Arena)
- 27 oktober 2006: Sandvikens AIK-Tornio PV 11-3
- 27 oktober 2006: Dynamo Moskva-IFK Vänersborg 9-0
- 27 oktober 2006: Dynamo Moskva-Sandvikens AIK 3-1
- 28 oktober 2006: Tornio PV-IFK Vänersborg 4-1

### Grupp C
| Nr | Lag             | S | V | O | F | +/-    | P |
| -- | --------------- | - | - | - | - | ------ | - |
| 1  | Edsbyns IF      | 3 | 3 | 0 | 0 | 16 - 6 | 6 |
| 2  | HK Rodina Kirov | 3 | 2 | 0 | 1 | 12 - 7 | 4 |
| 3  | Raketa Kazan    | 3 | 1 | 0 | 2 | 7 - 9  | 2 |
| 4  | Stabæk Bandy    | 3 | 0 | 0 | 3 | 5 - 19 | 0 |

- 26 oktober 2006: Edsbyns IF-Stabæk Bandy 9-2 (spelad i Edsbyn Arena)
- 26 oktober 2006: HK Rodina Kirov-Raketa Kazan 3-2
- 27 oktober 2006: HK Rodina Kirov-Stabæk Bandy 6-1
- 27 oktober 2006: Edsbyns IF-Raketa Kazan 3-1
- 28 oktober 2006: Stabæk Bandy-Raketa Kazan 2-4
- 28 oktober 2006: Edsbyns IF-HK Rodina Kirov 4-3

### Grupp D
| Nr | Lag                | S | V | O | F | +/-    | P |
| -- | ------------------ | - | - | - | - | ------ | - |
| 1  | Bollnäs GoIF       | 3 | 3 | 0 | 0 | 13 -0  | 6 |
| 2  | Akzjajyk (Uralsk)  | 3 | 2 | 0 | 1 | 2 - 3  | 4 |
| 3  | Ljusdals BK        | 3 | 1 | 0 | 2 | 6 - 8  | 2 |
| 4  | Oulun Luistinseura | 3 | 0 | 0 | 3 | 1 - 11 | 0 |

- 26 oktober 2006: Ljusdals BK-Oulun Luistinseura 6-1
- 26 oktober 2006: Bollnäs GoIF-Akzjajyk (Uralsk) 3-0
- 27 oktober 2006: Oulun Luistinseura-Akzjajyk (Uralsk) 0-1
- 28 oktober 2006: Ljusdals BK-Bollnäs GoIF 0-6
- 28 oktober 2006: Ljusdals BK-Akzjajyk (Uralsk) 0-1
- 28 oktober 2006: Bollnäs GoIF-Oulun Luistinseura 4-0

### Grupp E
| Nr | Lag                     | S | V | O | F | +/-    | P |
| -- | ----------------------- | - | - | - | - | ------ | - |
| 1  | Falu BS                 | 3 | 3 | 0 | 0 | 10 + 7 | 6 |
| 2  | Broberg/Söderhamn Bandy | 3 | 2 | 0 | 1 | 14 - 4 | 4 |
| 3  | AMGR Murmansk           | 3 | 0 | 1 | 2 | 7 - 13 | 1 |
| 4  | Mjøndalen IF            | 3 | 0 | 1 | 2 | 5 - 12 | 6 |

- 26 oktober 2006: Broberg/Söderhamn Bandy-Mjøndalen IF 7-2
- 26 oktober 2006: Falu BS-AMGR Murmansk 4-3
- 27 oktober 2006: Mjøndalen IF-Falu BS 3-4
- 27 oktober 2006: Broberg/Söderhamn Bandy-AMGR Murmansk 6-0
- 28 oktober 2006: Mjøndalen IF-AMGR Murmansk 2-2
- 28 oktober 2006: Broberg/Söderhamn Bandy-Falu BS 1-2

## Slutspel

### Kvartsfinaler
- 28 oktober 2006: Hammarby IF-Sandvikens AIK 2-2, 3-5 efter straffslag
- 28 oktober 2006: Dynamo Moskva-Falu BS 7-1
- 28 oktober 2006: HK Zorkij-HK Rodina Kirov 4-1
- 29 oktober 2006: Edsbyns IF-Bollnäs GoIF 1-1, 9-8 efter straffslag

### Semifinaler
- 29 oktober 2006: Sandvikens AIK-Dynamo Moskva 1-9
- 29 oktober 2006: HK Zorkij-Edsbyns IF 7-2

### Match om tredje pris i Europacupen
- 29 oktober 2006: Stabæk Bandy-Tornio PV 1-3

### Final
- 29 oktober 2006: Dynamo Moskva-HK Zorkij 7-6